# Robert Pearce (luchador)
Robert Pearce (Misuri, Estados Unidos, 29 de febrero de 1908-Lloydminster, Canadá, 15 de marzo de 1996) fue un deportista estadounidense especialista en lucha libre olímpica donde llegó a ser campeón olímpico en Los Ángeles 1932.

## Carrera deportiva
En los Juegos Olímpicos de 1932 celebrados en Los Ángeles ganó la medalla de oro en lucha libre olímpica estilo peso gallo, por delante del húngaro Ödön Zombori (plata) y del finlandés Aatos Jaskari (bronce).